# Anisotyma
Anisotyma is een kevergeslacht uit de familie van de boktorren (Cerambycidae). De wetenschappelijke naam van het geslacht werd voor het eerst geldig gepubliceerd in 2009 door Napp & Monné.

## Soorten
Anisotyma is monotypisch en omvat slechts de volgende soort:
- Anisotyma soteri Napp & Monné, 2009